# Roman Frankl
Roman Frankl (ur. 18 marca 1954 w Bielsku-Białej) – polski aktor, piosenkarz, autor i kompozytor.

## Życiorys
W 1976 ukończył studia na PWST w Krakowie. W drugiej połowie lat 70. był aktorem Teatru Dramatycznego w Warszawie. W 1976 zagrał w filmie Andrzeja Żuławskiego Na srebrnym globie. Zdobył popularność zwłaszcza jako piosenkarz, największym przebojem był utwór „Mężczyzna na niepogodę”. Zagrał także w kilku innych filmach, m.in.: Wściekły (1979), Urodziny młodego warszawiaka (1980), Lata dwudzieste... lata trzydzieste... (1983). W 1984 wyjechał na stałe do Austrii, występując w wiedeńskich teatrach i kabaretach oraz reżyserując, pisząc kabaretowe teksty i scenariusze. Od 2001 grał chorwackiego pisarza Stjepana Vujkovica w telewizyjnym serialu Klan. W 2011 powrócił do kina w krótkometrażowym filmie w reżyserii Grażyny Treli – Klajmax (ang. Climax).

## Życie prywatne
Syn piosenkarki Marii Koterbskiej (1924–2021) i Jana Frankla (1923–2020).
Autor książki Maria Koterbska. Karuzela mojego życia, wydanej w 2008, w której spisał wspomnienia swojej matki.

## Filmografia
| Rok       | Tytuł                                  | Rola                                                        | Uwagi          |
| --------- | -------------------------------------- | ----------------------------------------------------------- | -------------- |
| 1978      | Wielki podryw                          | Robert, chłopak Alicji                                      |                |
| 1979      | Wściekły                               | porucznik Janusz Piekarski, krakowski współpracownik Zawady |                |
| 1980      | Urodziny młodego warszawiaka           | Ziemowit, kolega Jerzego                                    |                |
| 1981      | Białe tango                            | ojciec Łukaszka                                             |                |
| 1983      | Lata dwudzieste... lata trzydzieste... | śpiewak występujący w kabarecie                             |                |
| 1987      | Na srebrnym globie                     | Tomasz                                                      |                |
| 2001–2017 | Klan                                   | Stjepan Vujkovič                                            |                |
| 2011      | Klajmax                                | pisarz                                                      |                |
| 2020–2021 | Usta usta                              | Robert Eichental, ojciec Sary                               |                |
| 2021      | Ojciec Mateusz                         | Jurgen Ollers                                               | odc. 342       |
| 2022      | Pierwsza miłość                        | Johnny Dobosz                                               | odc. 3362–3363 |
| 2022      | Matka                                  | Zygmunt Kochanowski, ojciec Agnieszki i Martyny             |                |
| 2024      | Gra z Cieniem                          | Lars Nielsen, sekretarz poselstwa Dani                      |                |
| 2024      | Światłoczuła                           | Profesor okulista                                           |                |